# Liste der Kulturdenkmale in Eggstedt
In der Liste der Kulturdenkmale in Eggstedt sind alle Kulturdenkmale der schleswig-holsteinischen Gemeinde Eggstedt (Kreis Dithmarschen) aufgelistet (Stand: 10. März 2025).
Die Bodendenkmale sind in der Liste der Bodendenkmale in Eggstedt erfasst.

## Legende
In den Spalten befinden sich folgende Informationen:
- Objekt-ID: die Nummer des Kulturdenkmales
- Lage: die Adresse des Kulturdenkmales und die geographischen Koordinaten. Kartenansicht, um Koordinaten zu setzen. In der Kartenansicht sind Kulturdenkmale ohne Koordinaten mit einem roten Marker dargestellt und können in der Karte gesetzt werden. Kulturdenkmale ohne Bild sind mit einem blauen Marker gekennzeichnet, Kulturdenkmale mit Bild mit einem grünen Marker.
- Offizielle Bezeichnung: Bezeichnung des Kulturdenkmales
- Beschreibung: die Beschreibung des Kulturdenkmales
- Bild: ein Bild des Kulturdenkmales

## Sachgesamtheit
| Objekt-ID | Lage                                       | Offizielle Bezeichnung | Beschreibung | Bild                             |
| --------- | ------------------------------------------ | ---------------------- | --- | -------------------------------- |
| 55748     | Friedensallee (54° 3′ 11″ N, 9° 15′ 24″ O) | Ehrenhain Eggstedt     | Ehrenhain Eggstedt; 1921–23, 1952, Gemeinde und Kyffhäuser-Kameradschaft Eggstedt; gestaltete Grünanlage mit Wegesystem, Hochbaum- und Zierstrauchbestand, Blumenbeeten und Sitzbanknischen, Einfriedung sowie Denkmale für die Gefallenen 1914-1918 sowie 1939-1945 und für Friedrich Strebos 1850 - Schutzumfang: Ehrenmal für die Gefallenen des Ersten Weltkrieges, Ehrenmal für die Gefallenen des Zweiten Weltkrieges, Denkmal für Friedrich Strebos 1850, Grünanlage - Begründung: Geschichtlich, Kulturlandschaftlich, Städtebaulich, Wissenschaftlich | weitere Fotos \| Fotos hochladen |

## Bauliche Anlagen
| Objekt-ID     | Lage                                         | Offizielle Bezeichnung                             | Beschreibung | Bild                             |
| ------------- | -------------------------------------------- | -------------------------------------------------- | --- | -------------------------------- |
| 1724 Wikidata | In der Hörn 12 (54° 3′ 8″ N, 9° 15′ 51″ O)   | Fachhallenhaus                                     | Alteintragung (Aktualisierung vorgesehen) - Begründung: Alteintragung (Aktualisierung vorgesehen) - Schutzumfang: Alteintragung (Aktualisierung vorgesehen) - Denkmaltyp: Bauliche Anlage | Fotos hochladen                  |
| 55774         | Raiffeisenplatz (54° 3′ 13″ N, 9° 15′ 40″ O) | Ehrenmal 1870/71                                   | Ehrenmal 1870/71; 1910, Errichtung Gemeinde Eggstedt mit Kyffhäuserbund; Inschriftenstein auf Staffelsockel aus Feldsteinen, Granitquader, bekrönt mit bronzenem Adler auf Globus, in gestalteter Grünanlage, Wegestern mit zwei Fahnenstangen, umfangender Hecke und Baumkranz - Begründung: geschichtlich, städtebaulich, Kulturlandschaft prägend - Schutzumfang: Ehrenmal 1870/71, Grünanlage, Wegestern und Fahnenstangen, Baumkranz - Denkmaltyp: Bauliche Anlage | weitere Fotos \| Fotos hochladen |
| 55750         | Friedensallee (54° 3′ 10″ N, 9° 15′ 25″ O)   | Ehrenmal für die Gefallenen des Ersten Weltkrieges | Denkmal für die Gefallenen 1914-1918; 1921–23, Gemeinde und Kyffhäuser-Kameradschaft Eggstedt; Kreis aus 42 bez. Feldsteinen mit Baumkreis, 28 m Durchmesser, im Zentrum quadratischer Tumulus mit Freitreppe, zwei Trauerbirken und Freifläche, gemauerter Obelisk mit Eisernem Kreuz, Relief- und Inschriftenfeldern - Schutzumfang: Ehrenmal für die Gefallenen des Ersten Weltkrieges - Begründung: Geschichtlich, Kulturlandschaftlich, Städtebaulich              | weitere Fotos \| Fotos hochladen |

## Quelle
- Liste der Kulturdenkmale in Schleswig-Holstein – Kreis Dithmarschen (PDF)

- Karte mit allen Koordinaten:
- OSM |
- WikiMap